# Pobiti Kamani
Pobiti Kamani (Bulgaars:  Побити камъни), ook wel bekend als het Stenen Bos, is een rotswoestijn in het oosten van Bulgarije, in de oblast Varna. Sinds 10 oktober 2011 staat het op de Werelderfgoedlijst van Unesco.
De woestijn bestaat uit zandduinen en verschillende rotsformaties op een totale oppervlakte van 13 km². De rotsformaties zijn voornamelijk stenen zuilen van 5 à 7 meter hoog en 0,3 à 3 meter breed. De stenen zuilen zijn een zeldzaam natuurverschijnsel in een woestijnachtig landschap met een opmerkelijke biodiversiteit waaronder een aantal beschermde plantensoorten.

## Afbeeldingen

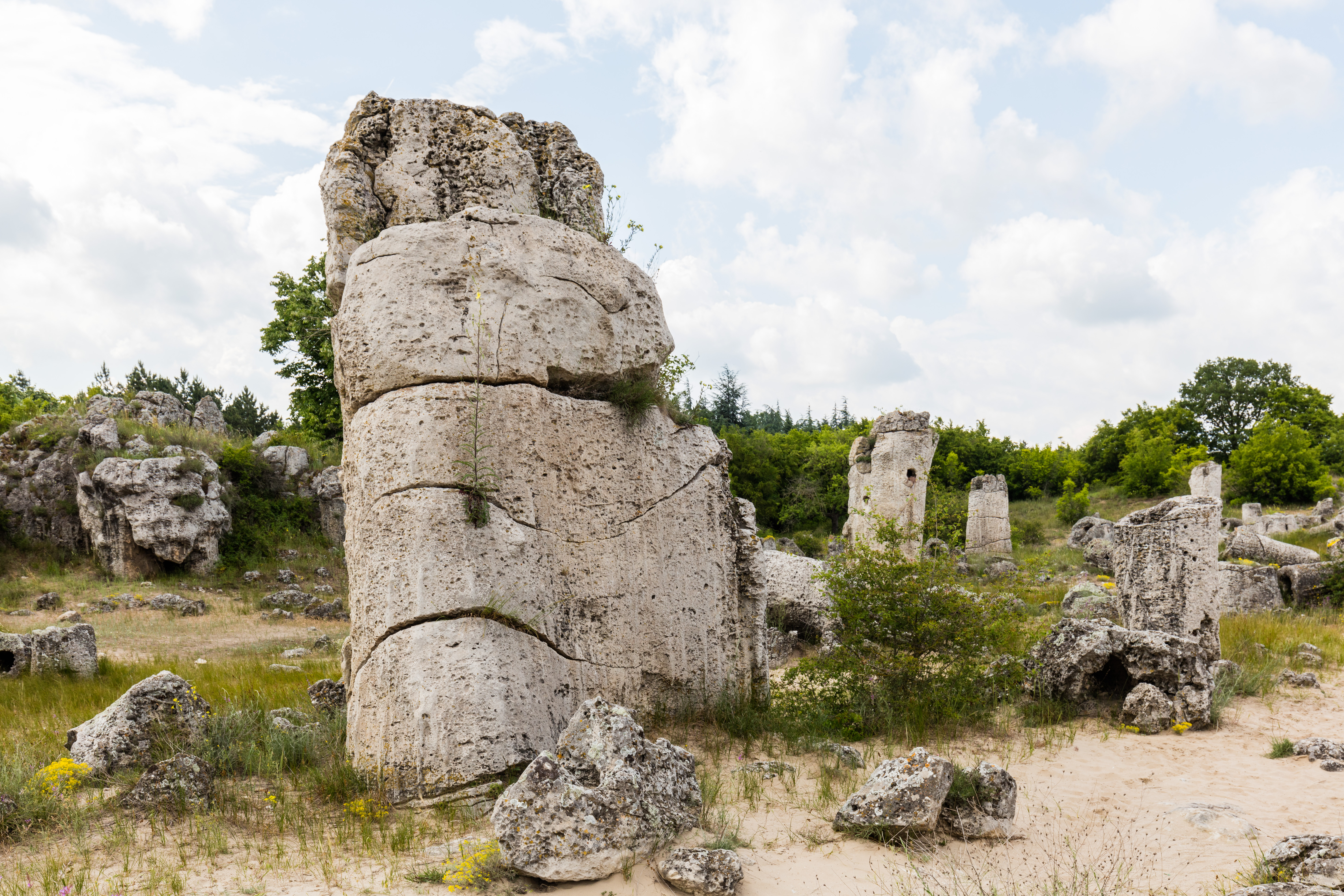
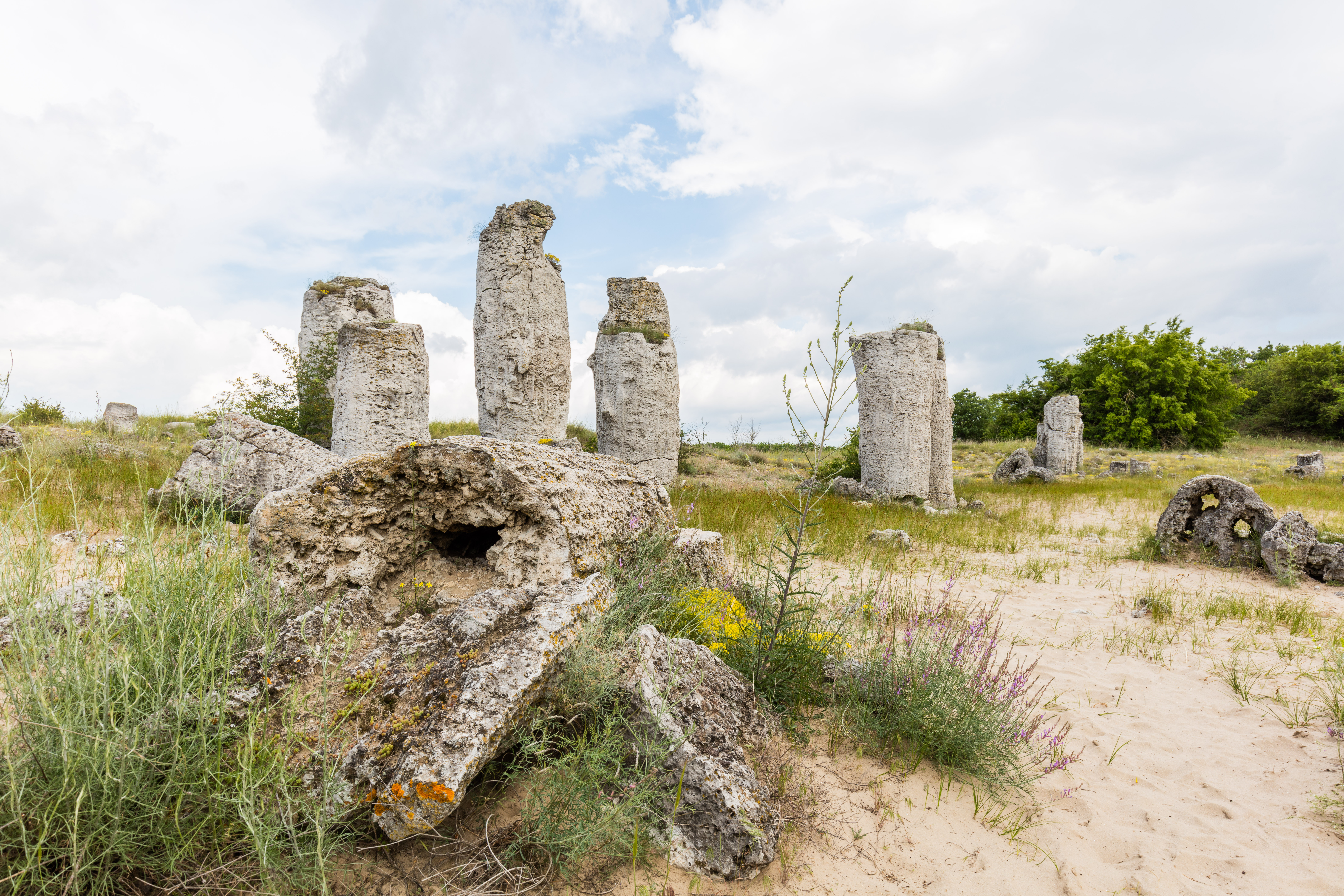
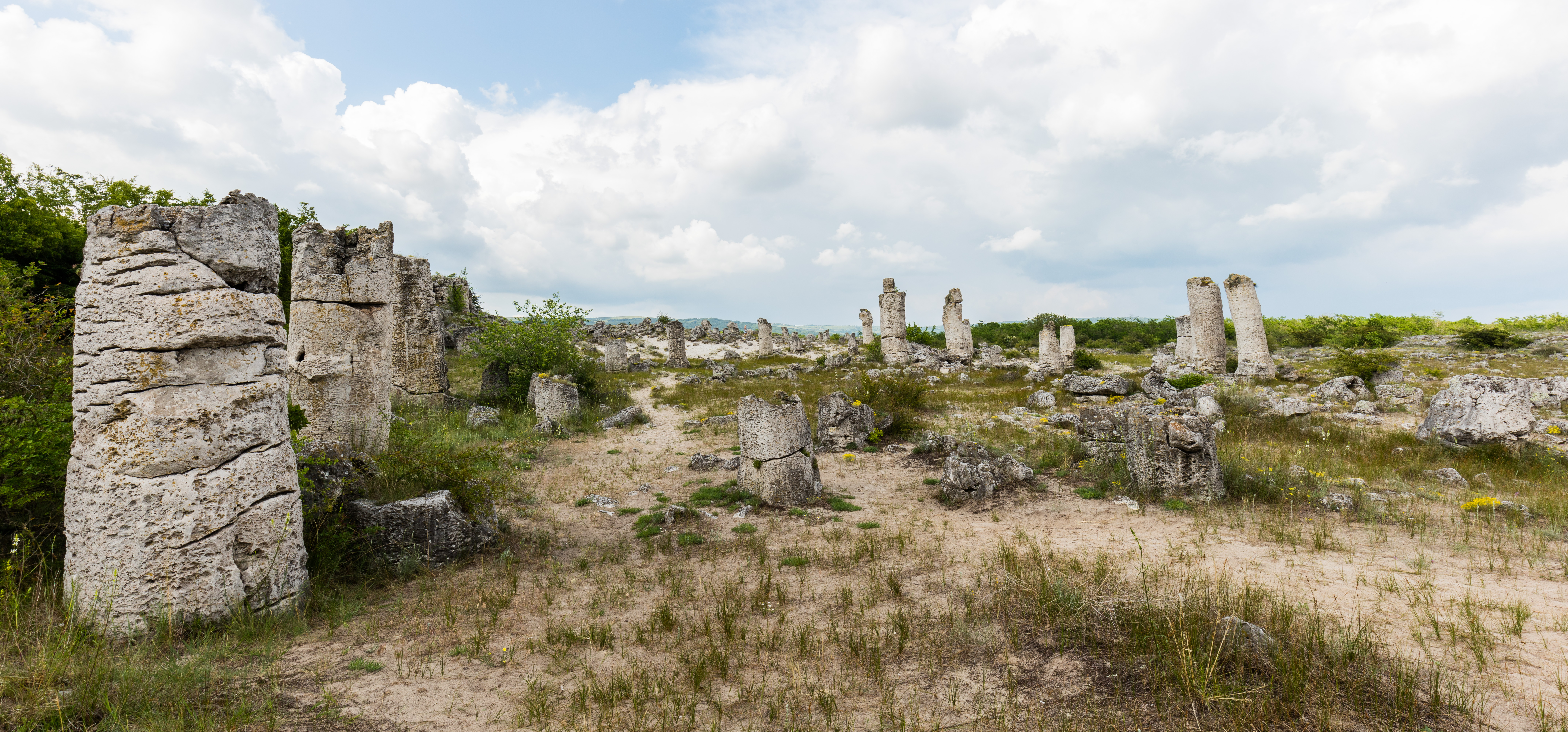
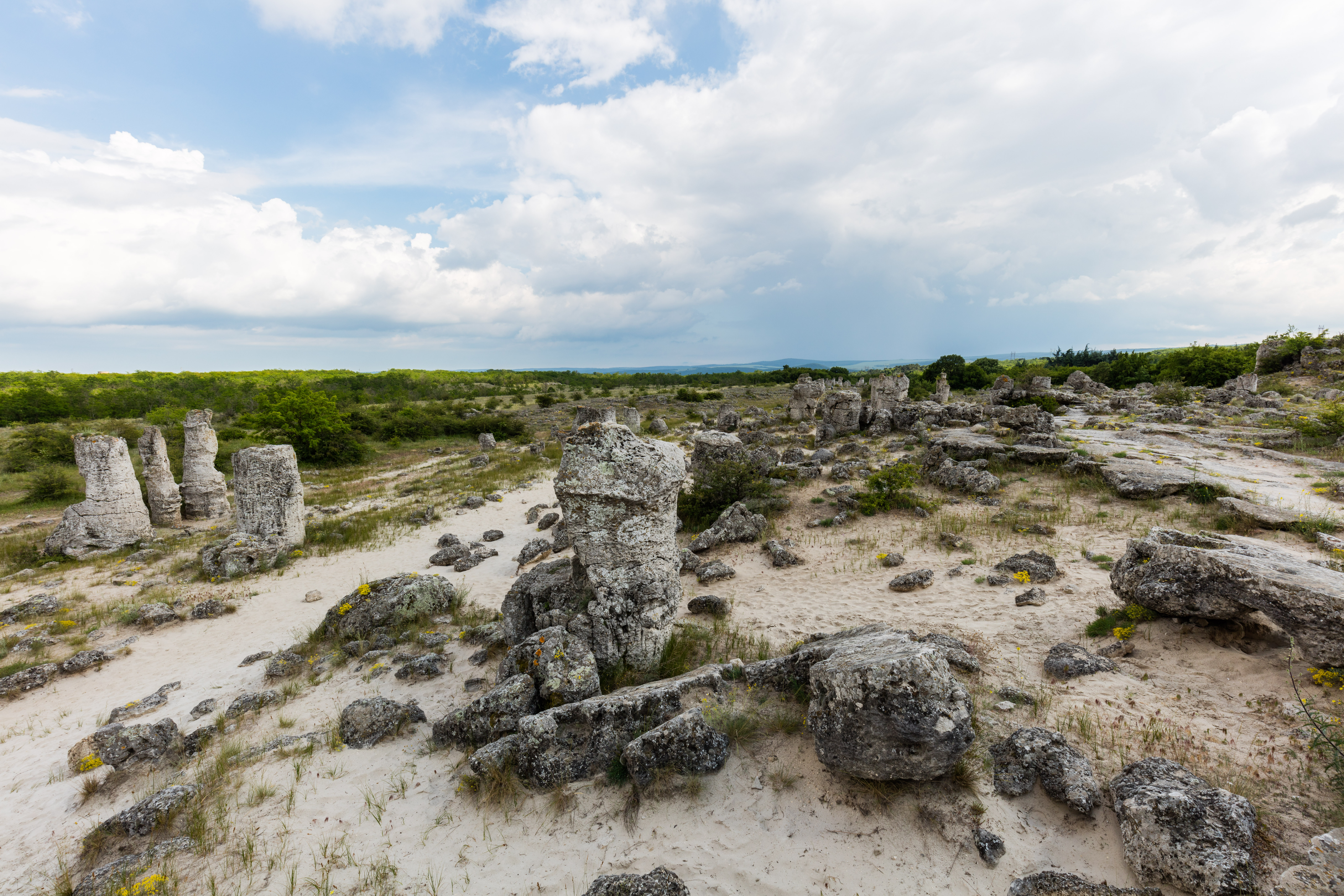